# Нгамі
О́зеро Нга́мі (англ. Ngami Lake) — безстічне озеро у північній Ботсвані на південно-західному краї болота Окаванго, на півночі пустелі Калахарі на висоті 932 м над рівнем моря.

## Географія

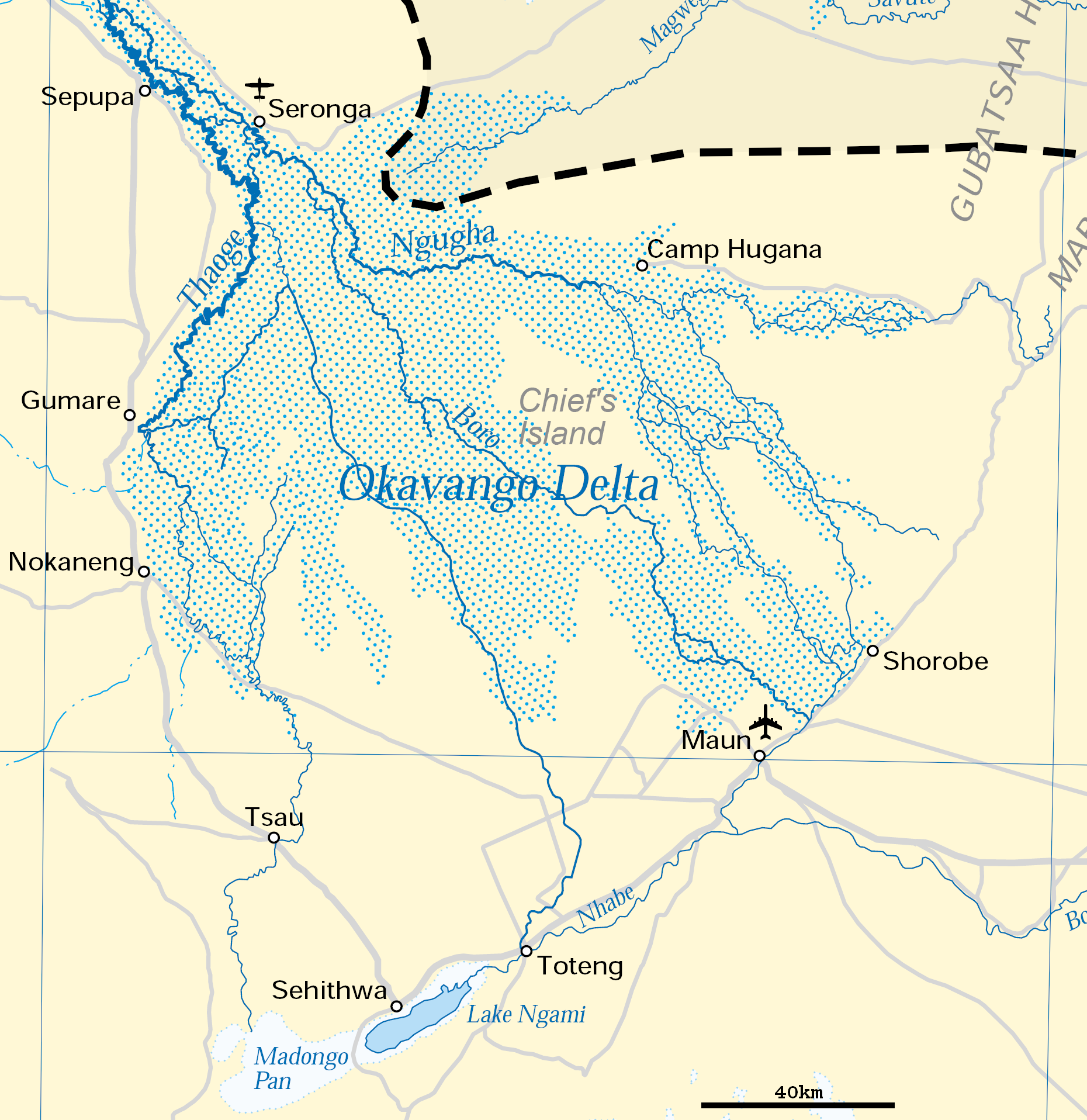
Карта дельти Окаванґо (озеро Нгамі розташоване внизу карти)

Болото і озеро є залишками колишнього значно більшого озера Макгадікгаді, що займало западини північного Калахарі близько 12000 років тому. Озеро Нгамі, як і болота дельти, живиться річкою Окаванго, стік якої зазнає значних сезонних коливань, внаслідок чого площа озера і його берегова лінія постійно змінюється. Озеро було відкрито в 1849 році Девідом Лівінгстоном, за оцінками якого воно тоді було приблизно 32 км завширшки і 128 км завдовжки і мало окружність близько 275 км; однак до 1950 року майже вся озерна западина стала рівниною зарослою травою, а під час посухи 1965/66 років озеро висохло повністю. Через те, що озеро є джерелом води для десятків тисяч голів худоби, що належали довколишнім жителям, пересихання озера поставило їх на грань виживання. Під час наступного порівняно дощовитого періоду озеро знову почало наповнюватись, але зараз воно все одно значно менше, ніж за часів, коли його вперше побачив Лівінгстон. На озері і в околицях зустрічається велике різноманіття птахів, особливо під час повеней; риби, що живуть в озері, здатні проводити тривалий час закопаними в мул, пережидаючи посушливий сезон, коли озеро пересихає.
Озеро Нгамі не має природного стоку. Під час особливо високих повеней води Окаванго переповнюють долини Кун'єре і Габі, по яким вода дістається до озера, і внаслідок цього частина стоку відвертається на схід до річки Ботеті (Ботлетле), досягаючи солончакової западини Макгідакгаді і озера Цкау біля південного її краю.
Девід Лівінгстон в своєму звіті про експедицію до озера Нгамі повідомляє також про деякі культурні риси народу, що населяв околиці озера, і між іншим про поширену серед них легенду, яка за сюжетом нагадувала біблійний міф про Вавилонську башту, тільки замість змішання мов будівельники башти в цій легенді загинули під риштуванням, яке обвалилося.
Окрім Лівінгстона, береги озера Нгамі відвідували також інші відомі дослідники Африки; зокрема, Карл Юган Андерссон і Фредерік Томас Грін відвідали озеро на початку 1850-х років, Фредерік Лугард побував тут в 1898 з британською експедицією; Арнольд Вейнхольт Годсон проходив через ці місця під час своєї подорожі з Серове до Вікторія-Фолз в 1906 році.